# 2016年6月

## 6月1日
- 北京市昌平区人民检察院宣布完成对“雷洋涉嫌嫖娼被民警采取强制约束措施后死亡”线索的初查工作，决定对涉及雷洋案的五名民警立案侦查。
- 瑞士聖哥達基線隧道啟用，成為全球最長及距離地面最深的鐵路隧道。[1]
- 青年黨武裝分子襲擊索馬里首都摩加迪沙大使酒店，24人喪生（包括3名襲擊者），死者包括兩名國會議員。[2][3]
- 中國外交部長王毅在和加拿大外交部長斯特凡·迪翁舉行的聯合記者會上，當場斥責加拿大新聞網站IPolitics的女記者阿曼達康諾莉（Amanda Connolly）的提問充滿偏見和傲慢。3日加拿大總理賈斯汀·杜魯道表示巳向王毅和中國駐加拿大大使羅照輝表達不滿。

## 6月2日
- 德国联邦议院通過決議，承認土耳其在第一次世界大戰期間屠殺亞美尼亞人是种族灭绝。[4]在場議員除1人反對、1人棄權外全部投票支持議案。該決議也指出當時的德意志帝國在屠殺事件上負有連帶責任。[5]

## 6月3日
- 歐洲連日暴雨釀至多國發生水災，已知至少10人死亡[6]。
- 被誉为世界上最伟大的拳手之一的穆罕默德·阿里因患帕金森症，在亚利桑那州凤凰城去世。[7]

## 6月4日
- 百年美洲杯在美国开幕。[8]

## 6月5日
- 2016年秘魯總統選舉進行第二輪投票。[9]
- 瑞士就是否設立無條件基本收入舉行公民投票，結果以76.9%的反對票否決。[10]
- 哈萨克斯坦阿克托比的兩間武器店和一個軍營遭到武裝分子襲擊，至少19人在襲擊和搜捕中喪生，包括13名襲擊者。[11][12]

## 6月7日
- 土耳其伊斯坦堡發生了汽車炸彈爆炸案，造成11人死36人傷[13]。

## 6月9日
- 索馬里中部一個非洲联盟驻索马里特派团基地遭到青年黨武裝分子攻擊，青年黨宣稱有60名埃塞俄比亞士兵被殺，非盟方面表示已擊退青年黨的進攻，並殺死110名青年黨成員。[14]

## 6月10日
- 四年一度的歐洲國家盃揭幕戰，東道主法國隊險勝羅馬尼亞，貢獻助攻與終場絕殺的帕耶特引起歐洲足球圈觸目。[15]
- 敘利亞民主力量完成對曼比季的包圍，切斷敘利亞伊斯蘭國佔領區與土耳其之間的主要補給線。[16]

## 6月11日
- 2016年欧洲足球锦标赛B组第二场比赛由英格兰队对阵俄罗斯队，期间两队球迷在比赛举办地法国马赛爆发肢体冲突，造成35人受伤。[17]
- 第19届上海国际电影节举行了隆重的开幕典礼[18]。

## 6月12日
- 美國佛羅里達州奧蘭多脉冲同性戀夜總會發生槍擊案，至少50人喪生，是美國歷史上最嚴重的大規模槍擊事件，槍手被警方擊斃。[19]
- 上海浦東機場T2航廈C島報到櫃檯14點半左右發生爆炸事件。[20]

## 6月20日
- 中华人民共和国广东省汕尾市陆丰市乌坎村村委会主任林祖銮涉嫌滥用职权受贿被警方带走，引发当地村民游行上访，要求释放林祖銮[21]。

## 6月22日
- 上海交通大学的贾金锋教授科研团队，在拓扑超导体涡旋中，成功觀測到表現马约拉纳费米子物理行為的準粒子。這種準粒子的反粒子與自己相同。[22]

## 6月23日
- 2016年英國脫離歐盟公投進行投票[23]，結果脫歐派以52%得票數勝出，英國確定將脫離歐盟[24]。
- 哥伦比亚革命武装力量－人民军與哥倫比亞政府簽訂了歷史性的停火協議，結束了超過五十年的衝突[25]。
- 中国江苏省阜宁县、射陽縣遭受龙卷风袭击，至少98人死亡，八百余人受伤。[26]

## 6月24日
- 中華航空公司空服員自6月24日0時起發動史上首次大罷工。[27][28]
- 英国“脱欧派”在英国脱欧公投中胜出，首相卡梅伦宣布辞职。[29]

## 6月25日
- 青年黨武裝分子襲擊索馬里首都摩加迪沙一間酒店，至少20人喪生，死者包括環境部長布里·穆罕默德·漢姆扎。[3]
- 第27届金曲奖流行音乐类颁奖典礼在台北小巨蛋隆重举行，苏打绿凭借新专辑《冬未了》获得八项提名[30]。
- 中国海南文昌航天发射场正式啟用執行首次發射任務，長征七號運載火箭首飛發射升空，成功將載荷組合體送入預定軌道。[31]

## 6月26日
- 2016年西班牙大選進行投票。[32]
- 2016夏季达沃斯论坛在中国天津市梅江会展中心开幕。[33]
- 阿富汗官員表示6月23日至26日安全部隊在楠格哈尔省考特地區的戰鬥中殺死至少135名伊斯兰国武裝分子，安全部隊有至少12人陣亡。[34]
- 巴拿马运河擴寬工程舉行竣工儀式。[35]
- 百年美洲杯决赛在美国新泽西举行，阿根廷与智利在120分钟内战成0比0平。点球大战中智利4比2取胜，夺得百年美洲杯冠军。[36]
- 伊拉克政府軍完全收復費盧杰。[37]

## 6月28日
- 伊斯坦堡阿塔蒂尔克国际机场发生恐怖袭击。[38]
- 伊拉克空軍在费卢杰附近空襲朝向敘利亞邊境方向逃走的伊斯兰国武裝分子車隊，擊中多部車輛，空襲行動於次日持續進行。[39]

## 6月29日
- 朝鲜最高人民会议推举金正恩为朝鲜国务委员会委员长，黄炳誓、崔龙海、朴凤柱被推举为副委员长。[40]
- 2016年蒙古國會選舉進行投票。[41]
- 美國領導的聯軍和伊拉克空軍在费卢杰附近空襲逃離當地的伊斯兰国武裝分子車隊，造成數以百計的武裝分子喪生。[42]

## 6月30日
- 雷洋事件：北京市人民检察院公布广受关注的雷洋死亡案件尸检报告，同时宣布，检察院已变更强制措施，对涉案民警以涉嫌玩忽职守罪进行逮捕[43]。
- 菲律賓新任總統罗德里戈·杜特地宣誓就職。[44]